# Hyundai XG

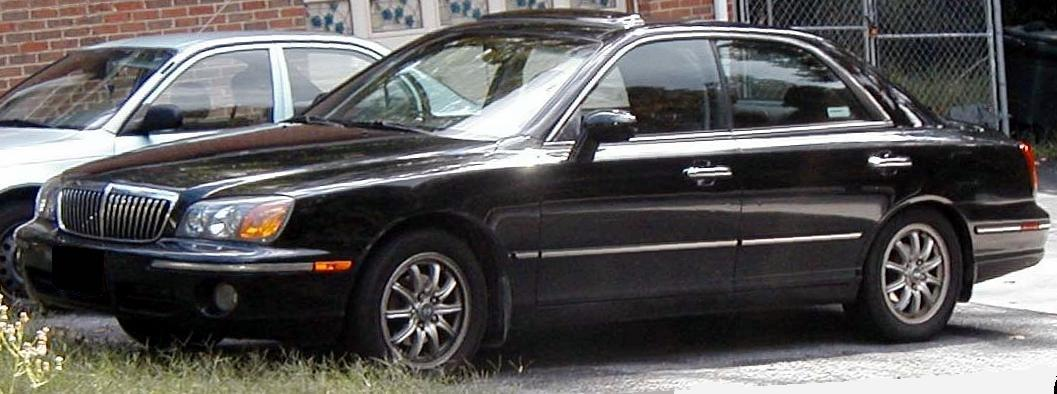
Hyundai XG (2001-2003)

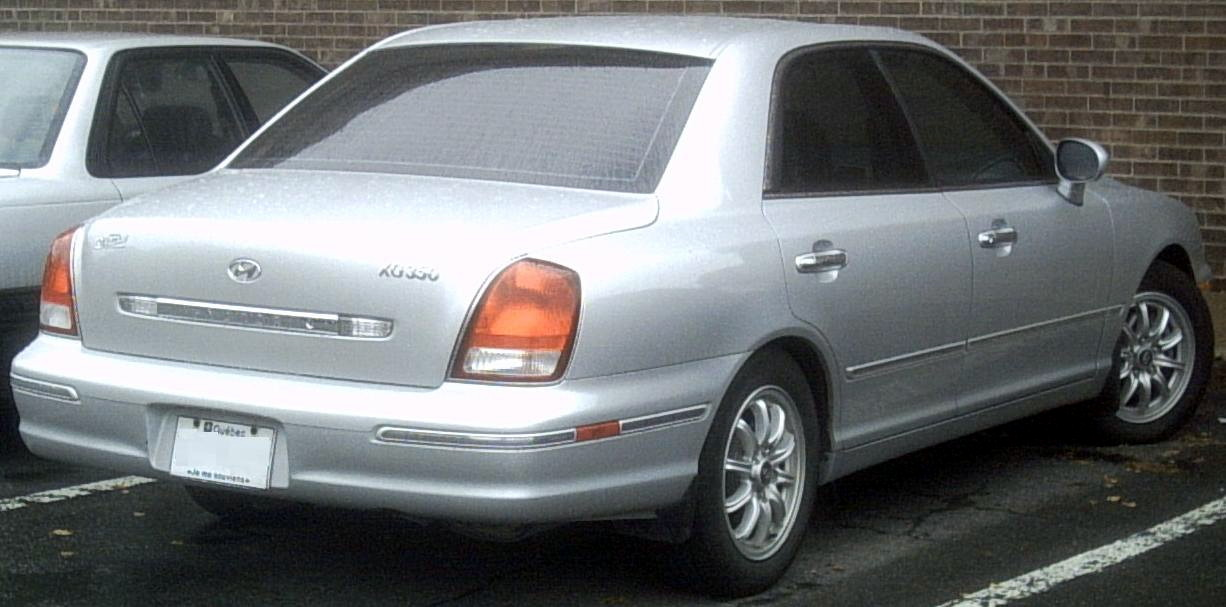
Hyundai XG350 (2002-03)

Hyundai XG var en större sedanmodell som i Sverige såldes mellan 1998 och 2003. På andra marknader fanns den dock fram till 2005, då modellen ersattes av Hyundai Grandeur. XG, som i Sverige kallades XG30 på grund av dess motor på 3,0 liter, såldes utan Hyundai-märke för att distansera modellen från företagets lågprisstämpel. Samma sak gällde för övrigt också för den ännu större modellen Hyundai Centennial, som såldes under samma period. XG hade en generös standardutrustning och profilerade sig som en lyxbil, även om priset var förhållandevis lågt. Modellen delade bottenplatta med koncernkollegan Kias toppmodell Opirus.
- Wikimedia Commons har media som rör Hyundai XG.